# Bandeira de San José (departamento)
A Bandeira de San José é um dos símbolos oficiais do Departamento de San José, uma subdivisão do Uruguai. Foi criada pelo artista Claudio Trinajtich, vencedor de um concurso realizado por iniciativa do Edil Oscar Sánchez Fabre, e oficializada em 20 de setembro de 1999 na junta departamental de San José.
Seu desenho consiste em um retângulo de proporção largura-comprimento de 2:3 dividido horizontalmente em duas faixas de mesma largura, a superior vermelha, e a inferior azul. No centro da bandeira está o Sol de Maio rodeado por 40 estrela brancas de cinco pontas dispostas em círculo de modo que todas as estrela tenha uma das pontas voltadas para a parte superior.

## Simbolismo
As cores correspondem às da bandeira de Artigas, também presente no Brasão do departamento.
Isoladamente, cada cor possui um significado:
- O Azul - a República;
- O vermelho - o sangue derramado em defesa da liberdade.

Por sua vez, os elementos presentes na bandeira representam:
- O Sol de Maio - o sol que dá vida;
- As estrelas - as 40 famílias provenientes de la Maragatería (Espanha), fundadoras da capital do departamento.